# 아시카가 요시히사

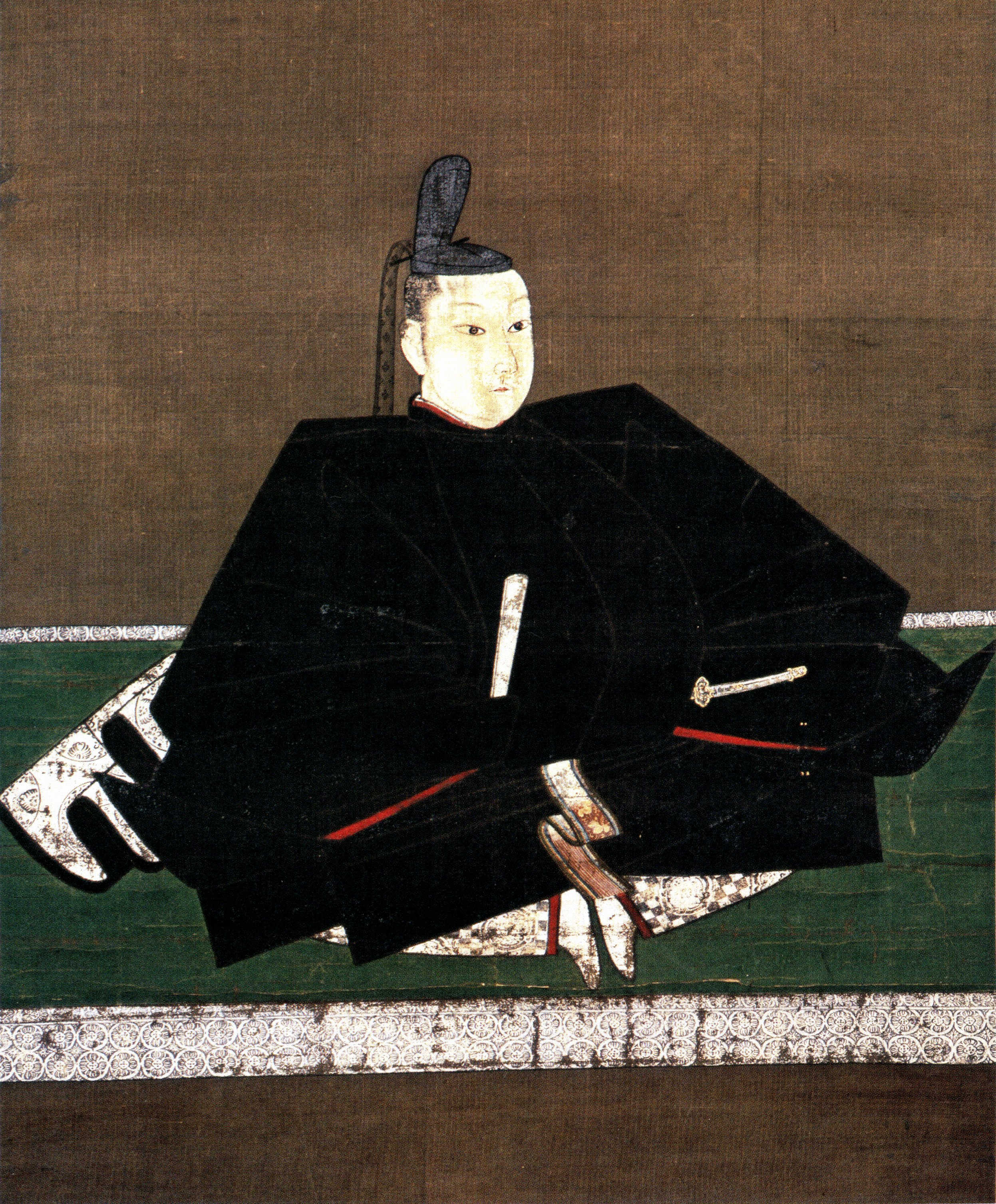
아시카가 요시히사

아시카가 요시히사(일본어: 足利義尚, 1465년~1489년)는 일본 무로마치 막부의 제 9대 쇼군이다. 재위 1473년~1489년. 부친은 제 8대 쇼군 아시카가 요시마사, 모친은 히노 도미코(日野富子).
만년에 요시히로(義煕)라 개명했으나 일반적으로는 요시히사라고 불린다. 오닌의 난에서는 숙부 아시카가 요시미(足利義視)와 쇼군직을 두고 대립하는 후보로 옹립되었다. 난 후에는 쇠퇴한 막부 권력을 회복하기 위하여 롯카쿠씨 토벌 등 적극적인 막정 개혁을 행했으나, 롯카쿠 정벌로 출진한 오미국의 진중에서 병사했다.

## 생애
1465년(간쇼 6년) 11월 23일, 제 8대 쇼군 아시카가 요시마사와 히노 도미코의 차남으로 태어났다. 장기간 아들을 얻지 못했던 요시마사는 동생 요시미를 양자로 삼았으나, 요시히사가 탄생하자 도미코는 요시히사를 차기 쇼군으로 삼고자 유력 슈고 다이묘 야마나 소젠과 결탁했다. 이에 맞서 요시미는 간레이 호소카와 가쓰모토와 결탁했기 때문에 양파는 차기 쇼군 자리를 둘러싸고 격하게 대립하였다. 이윽고, 가쓰모토와 소젠에 의한 권력 투쟁과 하타케야마 가문과 시바 가문의 가독 분쟁이 겹쳐 오닌의 난으로 발전했다. 1473년(분메이 5년)에는 요시마사에게 쇼군 직을 물려받아 제 9대 쇼군에 취임한다.
오닌의 난 이후, 하극상 풍조에 의해 막부 권위는 크게 쇠퇴하였다. 요시히사는 쇼군 권력의 확립에 힘써 1487년(조쿄 원년) 9월 12일 공가와 사사 등의 소령의 압령한 오미국 슈고 롯카쿠 다카요리(六角高頼)를 토벌하려고 제 다이묘와 호코슈(奉公衆) 약 2만의 군세를 이끌고 오미로 출진하였다(조쿄・엔토쿠의 난(長享・延徳の乱)). 다카요리는 간논지 성(観音寺城)을 버리고 고카(甲賀)로 도주했으나, 각지에서 게릴라 전을 전개했기 때문에 요시히사는 사망할 때까지 약 1년 5개월 동안 오미 마가리(鈎, 현 시가현 릿토시)에서 장기간 진 중에 머물렀다. (마가리의 진(鈎の陣)). 그 때문에 마가리의 진소는 실질적으로 쇼군 어소로서 기능하여 교토에서 구게와 무가 등이 방문하는 등 화려한 의례가 이루어졌다. 1487년(조로쿠 원년), 개명하여 요시히로라 칭하였다.
롯카쿠 정벌에 의해 막부 권력은 일시적으로 회복되었으나, 요시히사는 점차 주색과 문약에 빠져 정치와 군사를 돌아보지 않게 되었다. 또한, 1488년(조로쿠 2년)에는 총애하는 유키 히사토요(結城尚豊)를 오미 슈고에 임명하는 등 측근을 중용하여 모든 정치를 일임하였기 때문에 막부 권력이 전횡되는 결과를 낳았다. 1489년(조로쿠 3년) 3월 26일 오미 마가리의 진중에 병사하였다. 향년 25세. 사인은 과도한 주색에 따른 뇌일혈으로 여겨진다.
요시히사에게는 후사가 없었으므로 사촌동생(요시미의 아들)인 아시카가 요시키가 요시마사의 양자가 되어(일설에는 요시히사의 양자라고도 한다), 1490년(엔토쿠 2년) 제 10대 쇼군에 취임하였다.

## 일화
- 이치조 가네요시(一条兼良)에게 정도와 와카를 배우는 등 문화인으로서의 평가는 높다. 와카에 열심으로 14세 경부터 와카회를 자주 주최하였다.
- 모친 도미코는 과도하게 사사건건 요시히사에게 간섭하였기 때문에 요시히사는 도미코를 피하려고 하게 되었다고 전해진다. 부친 요시마사와는 측실을 둘러싸고 대립하였기 때문에 요시히사는 만도코로 시쓰지 이세 사다무네의 저택으로 이사하였다. 그 후 요시마사도 히가시야마 산장(지쇼지)로 옮겨 가는 등 아시카가 가문은 상당한 가정 내 불화가 있었던 것으로 보인다.
- 아름다운 용모로 녹발 쇼군(緑髪将軍)이라고 불렸다. 고기록에 따르면 용안이 매우 아름답고 흠 없는 옥 같은 자태라고 한다.
- 쇼군 취임 당시, 막부 권력의 회복에 매진한 명군이라고 기대를 모았으나, 만년에는 유키 마사타네(結城政胤)・히사토요 형제 등 일부 측근에게 막정을 위임했기 때문에 측근의 전횡과 쇼군 권력의 약체화를 초래하였다. 이치조 가네요시는 요시히사의 측근 중용에 위구심을 가지고 '근습자를 잘 골라야만 할 것'을 간했다고 한다. 또한, 만년에는 주색에 빠져 '물과 술만을 마시며 생활하는 이상한...'이라는 고기록이 남아 있다.
- 사후, 유체는 간레이 호소카와 마사모토와 모친 도미코의 보호 아래 귀환했으나, 그래도 개선 장군의 대열로 귀환했다는 기록이 있다.
- 요시히사는 준나인(淳和院)과 쇼가쿠인(奨学院) 양 원의 벳토(別当)에 취임했으나, 두 벳토와 함께 명해지는 겐지 장자 임명의 선지를 받지 않았끼 때문에 정식으로는 겐지 장자가 아니다.
- 요시히사의 출생에 관하여 고쓰치미카도 천황의 사생아라는 소문이 있다고 전해진다. 오닌의 난 당시, 천황은 쇼군 어소로 피난했기 때문에 요시마사와 불화했던 히노 도미코와의 관계가 소문이 난 것에 따른 것이다.

## 요시히사의 헨기를 받은 인물
- 고노에 히사미치(近衛尚通)
- 구조 히사쓰네(九条尚経)
- 니조 히사모토(二条尚基)
- 간주지 히사아키(勧修寺尚顕)
- 유키 히사토요(結城尚豊)
- 하타케야마 히사요리(畠山尚順, 하타케야마 히사노부)
- 호소카와 히사하루(細川尚春)
- 다테 히사무네(伊達尚宗)
- 야마나 히사유키(山名尚之)
- 호소카와 히사쓰네(細川尚経)
- 가사이 히사노부(葛西尚信)
- 오다치 히사우지(大舘尚氏)